# 春灯迷史
《春灯迷史》是清代青阳野人所創作的一部豔情小说，被丁日昌列为禁书。全书共十回，叙述杭州书生金华与邻家少女娇娘及其表姐俊娥的性爱故事。配角还有金华的仆童原子、娇娘的丫环兰儿等等。最后金华与娇娘、俊娥结婚，得三子，后来均成为显贵。

## 情节
唐玄宗时，杭州才子金华九岁丧父，跟母亲阎氏长大。金华眉清目秀，举止风雅，文才拔萃，十六岁还未成婚。邻居韩印的女儿姿容美绝，偷偷喜欢金华。一年元宵节，金华出外观灯遇娇娘，二人皆有意，约好于后花园相会。不料二人欢合被娇娘丫环兰儿、仆童仆原子窥见，二人淫兴大动。第二天，韩印寡妹刘氏携女俊娥来韩家祝寿。俊娥美貌，与娇娘情同姐妹，留韩家小住，与娇娘同床。这夜，金华又入韩家，与兰儿交欢，被俊娥发现。娇娘为牵线，使金华与俊娥通，三人遂誓为夫妇，夜夜宣淫。原子也与兰儿欢合。不久，二女均有身孕，焦急不已。二女之母及金华母同夜都做了同样的梦，梦中见月老示以姻缘簿，说金华与二女注定要做夫妇，且告诉她们二女已有身孕。三人醒后被长辈盘问，得知确为实情，便成就了婚姻，兰儿亦被配给原子。

## 主旨与风格
作者在正文前自陈金华与儿女的关系“实系生前配偶。三纲不败，五常不休”，认为只要在封建婚姻制度下，发挥任意性爱技巧都是无罪的。第一回“浪才子元宵玩月　俏娇娘十五观灯”、第二回“观鳌灯暗约佳期　越粉墙偷弄风情”都是描写元宵节的风俗，有张有弛，为后面主人公的交往做铺垫。
作者对金华与娇娘的初次性爱用了3000多字来描写，极其详尽的描写了娇娘破瓜的情景。另外通过对话来渲染性爱内容也是一大特色。